# Jungle (Film)
Jungle ist ein 2016 in Australien und Kolumbien gedrehtes biographisches Überlebensdrama. Regie führte Greg McLean, das Drehbuch stammt von Justin Monjo. Die Filmstars sind Daniel Radcliffe, Alex Russell, Thomas Kretschmann, Yasmin Kassim, Joel Jackson und Jacek Koman. Der Film wurde am 9. November 2017 von Umbrella Entertainment herausgebracht.

## Handlung
Ein konventionelles Leben zu führen und sich dem Wunsch seines Vaters zu beugen, ein Jurastudium aufzunehmen, dem fühlt sich Yossi Ghinsberg noch nicht gewachsen. Stattdessen tritt der israelische Abenteurer in den frühen 80ern eine Reise nach Lateinamerika an. In Kolumbien freundet er sich 1981 zunächst mit Marcus Stamm, einem Schweizer Lehrer, an. In Bolivien treffen die beiden unverhofft auf Marcus’ Freund Kevin Gale, einen amerikanischen Naturfotografen, und reisen fortan gemeinsam mit ihm. In La Paz, wo einer der drei ein Apartment hat, lernt Yossi den Österreicher Karl Ruprechter kennen, der ihn auf der Straße anspricht und in ein Gespräch verwickelt. Der Aussteiger und angebliche Geologe Ruprechter kann Yossi, und dieser anschließend auch Marcus und Kevin, zu einem Dschungeltrip überreden, auf dem die drei einen bislang unberührt von der Zivilisation lebenden indigenen Stamm kennenlernen sollen und wo es größere Goldvorkommen geben soll. Nachdem Karl in einem Laden Vorräte und Ausrüstungsgegenstände ausgesucht hat, lässt er die übrigen drei Reisenden zu ihrer Verwunderung die gesamte Rechnung zahlen.
Der Trip durch die unberührte Wildnis erfüllt zunächst die Hoffnungen der jungen Männer auf ein einmaliges, bereicherndes Erlebnis. Als die Lebensmittel zur Neige gehen und Marcus mit wundgelaufenen Füßen nur schwer mithalten kann, wird die noch junge Freundschaft der Männer auf die Probe gestellt. Zunächst entscheidet man sich, gemeinsam auf einem vor Ort gebauten Floß in die Zivilisation zurückzukehren. Nach einer Unstimmigkeit zwischen Karl und Kevin während des ersten Teils der Floßfahrt trennt sich die Gruppe jedoch. Yossi und Kevin wollen ihr Ziel durch die Weiterfahrt auf dem Floß erreichen, während Marcus, bei dem sich der Zustand seiner Füße zwischenzeitlich deutlich gebessert hat, und Karl die Reise zu Fuß fortsetzen und innerhalb von drei Tagesmärschen eine Siedlung erreichen wollen. In La Paz will man sich wieder treffen.
Das Floß von Yossi und Kevin kentert in Stromschnellen und die beiden werden voneinander getrennt. Während Kevin nach einigen Tagen von Fischern gefunden und in den nächsten Ort Rurrenabaque gebracht wird, beginnt für Yossi ca. 190 km stromaufwärts ein dreiwöchiger Überlebenskampf. Eine von Karl in eine Landkarte eingezeichnete Siedlung in Flussnähe erweist sich als verlassen. Alleine ist Yossi den Gefahren des südamerikanischen Dschungels ausgesetzt, ein Überleben scheint unmöglich. Kevin jedoch will seinen Freund nicht aufgeben und sucht zunächst mit einem Flugzeug und nachfolgend per Boot zusammen mit einem lokalen ortskundigen Fischer weiter nach Yossi, bis dieser letztlich völlig erschöpft, aber lebend von den beiden am Flussufer gefunden wird.
Im Abspann des Films wird berichtet, dass Karl von der Polizei gesucht wurde und bereits in der Vergangenheit mehrfach Rucksacktouristen zu Touren in den Regenwald animiert hatte. Der von Karl beschriebene indigene Stamm ist nicht existent. Marcus und Karl sind niemals in La Paz angekommen und ihr Verbleib nach der Trennung von Yossi und Kevin ist bis heute ungeklärt.

## Hintergrund
Der Film beruht auf dem tatsächlichen Schicksal des Schweizer Lehrers Markus Stamm (im Film: Marcus), der in den 1980er Jahren im Urwald in Bolivien verschwand und seitdem als verschollen gilt.
Zudem beruht das Drehbuch auf den Beschreibungen von Yossi Ghinsberg, der knapp im Urwald überlebte.

## Produktion
Am 10. Februar 2016 trat Daniel Radcliffe dem Film bei. Am 21. März 2016 traten Thomas Kretschmann und Alex Russell der Besetzung des Films bei. 
Die Dreharbeiten begannen am 19. März 2016 und endeten am 13. April 2016.

## Rezeption

### Veröffentlichung
Die Filmpremiere war beim Melbourne International Film Festival am 3. August 2017. In Australien wurde er am 9. November 2017 von Umbrella Entertainment herausgebracht. Die deutsche Free-TV-Premiere war am 19. September 2022 im ZDF.

### Kritiken
Die Website Rotten Tomatoes verzeichnete eine Bewertung von 54 Prozent, auf Grundlage von 46 Kritiken, mit einer durchschnittlichen Bewertung von 5.6/10. Auf Metacritic hat der Film die Bewertung 48 von 100, bezogen auf 14 Kritiken, Angabe von „gemischten oder durchschnittlichen Bewertungen“.
Für The A.V. Club gab Alex McLevy dem Film eine B-. Er lobte Radcliffes Schauspielverpflichtung und den Schock einiger Szenen, schrieb aber: „Unglücklicherweise kann der Film nicht zu oft widerstehen, sich in das Melodrama der Situation zu lehnen. Statt zuzulassen, dass die Kraft aus der rohen Intensität dessen kommt, was passiert ist. Gelegentlich verwandelt sich Ghinsbergs Reise in ein Hollywood-Spektakel, wodurch das Unglaubliche ein wenig weniger zur Geltung kommt.“ Dread Dread Centrals Jonathan Barkan gab dem Film 4,5 von 5 Punkten und sagte, dass es „ohne Zweifel der aufregendste, erfrischendste und inspirierendste Film ist, den ich dieses Jahr gesehen habe“.

### Einspielergebnis
Der Film konnte weltweit rund 1,9 Millionen US-Dollar einspielen.